# Marie-Félix Choulet
Marie-Félix Choulet MEP (chiń. 蘇裴理斯; ur. 4 grudnia 1854 w Grésy-sur-Aix, zm. 31 lipca 1923 w Newchwangu) – francuski duchowny rzymskokatolicki, misjonarz, wikariusz apostolski Południowej Mandżurii.

## Biografia

### Młodość i prezbiteriat
Początkowo kształcił się Wyższym Seminarium Duchownym w Chambéry. 8 września 1877 wstąpił do Towarzystwa Misji Zagranicznych w Paryżu. 20 września 1879 otrzymał święcenia diakonatu z rąk biskupa Montrealu Édouarda-Charlesa Fabre, a 4 lipca 1880 prezbiteriatu z rąk wikariusza apostolskiego Guangdongu Philippa Guillemina MEP i został kapłanem swojego zgromadzenia. Obie te uroczystości miały miejsce w kościele Towarzystwa Misji Zagranicznych w Paryżu.
1 września 1880 wyjechał na misje do Chin, gdzie został przydzielony do wikariatu apostolskiego Liaodongu i Mandżurii. W 1881 objął posadę profesora w niższym i wyższym seminarium duchownym, jednocześnie ucząc się języka chińskiego. Prócz wykładania teologii, odpowiedzialny był za dyscyplinę wśród kleryków i ze względu na swoją surowość nie był zbyt popularny. Od 1882 do 1885 pracował duszpastersko na prowincji, po czym powrócił do seminarium jako jego przełożony. W 1887 otrzymał zadanie dokończenia budowy lokalnego sanktuarium Matki Bożej z Lourdes. Po wywiązaniu się z niego w 1890, otrzymał probostwo w Newchwangu oraz urzędy prokuratora i prowikariusza wikariatu. W Newchwangu kierował budową nowego kościoła.

### Powstanie bokserów
2 lipca 1900 wikariusz apostolski Południowej Mandżurii Laurent Guillon MEP i dwóch innych księży zostało zamordowanych przez bokserów. Ks. Choulet jako prowikariusz objął wówczas zarząd nad wikariatem. Ewakuował z terenów misji część sióstr zakonnych i księży, jednak w podległym mu wikariacie 9 księży (3 Chińczyków i 6 misjonarzy), 2 francuskie zakonnice i tysiące wiernych straciło życie z rąk powstańców. Ponadto porywane były młode chrześcijanki, a wielu katolików musiało uchodzić ze swoich domów. Z wyjątkiem Newchangu nie ostała się żadna placówka misyjna. Sytuację uspokoiła 4 sierpnia 1900 interwencja rosyjska.

### Episkopat
21 lutego 1901 papież Leon XIII mianował go wikariuszem apostolskim Południowej Mandżurii oraz biskupem tytularnym zelijskim. 24 listopada 1901 w Pekinie przyjął sakrę biskupią z rąk wikariusza apostolskiego Północnego Zhili Pierra-Marii-Alphonsa Faviera CM.
Przy okazji wizyty w Pekinie z sukcesem negocjował z rządem chińskim sprawę odszkodowań za działania bokserów. W negocjacjach otrzymał wsparcie rządu francuskiego.
Po powrocie rozpoczął odbudowę misji, w czym przeszkodziła wojna rosyjsko-japońska (1904-1905) i wkroczenie Japończyków do Mandżurii. Bp Choulet stał po stronie japońskiej, obawiając się, że po przyłączeniu Mandżurii do Rosji, katoliccy misjonarze mogą mieć problemy z pozostaniem w misji. W 1905 przeniósł seminarium do Mukdenu. W latach 1912–1914 przebywał we Francji na leczeniu. W 1915 założył chińskie Zgromadzenie Sióstr Najświętszego Serca Maryi.
Z powodu złego stanu zdrowia i spadku sił w 1920 wysłał do Rzymu prośbę o rezygnację z urzędu, która została zaakceptowana 1 lipca 1920 z zastrzeżeniem, aby kierował wikariatem do przejęcia go przez jego następcę, co nastąpiło w 1922. Na emeryturze osiadł w swojej dawnej parafii w Newchangu, gdzie 31 lipca 1923 zmarł.